# Помологічна акварельна колекція

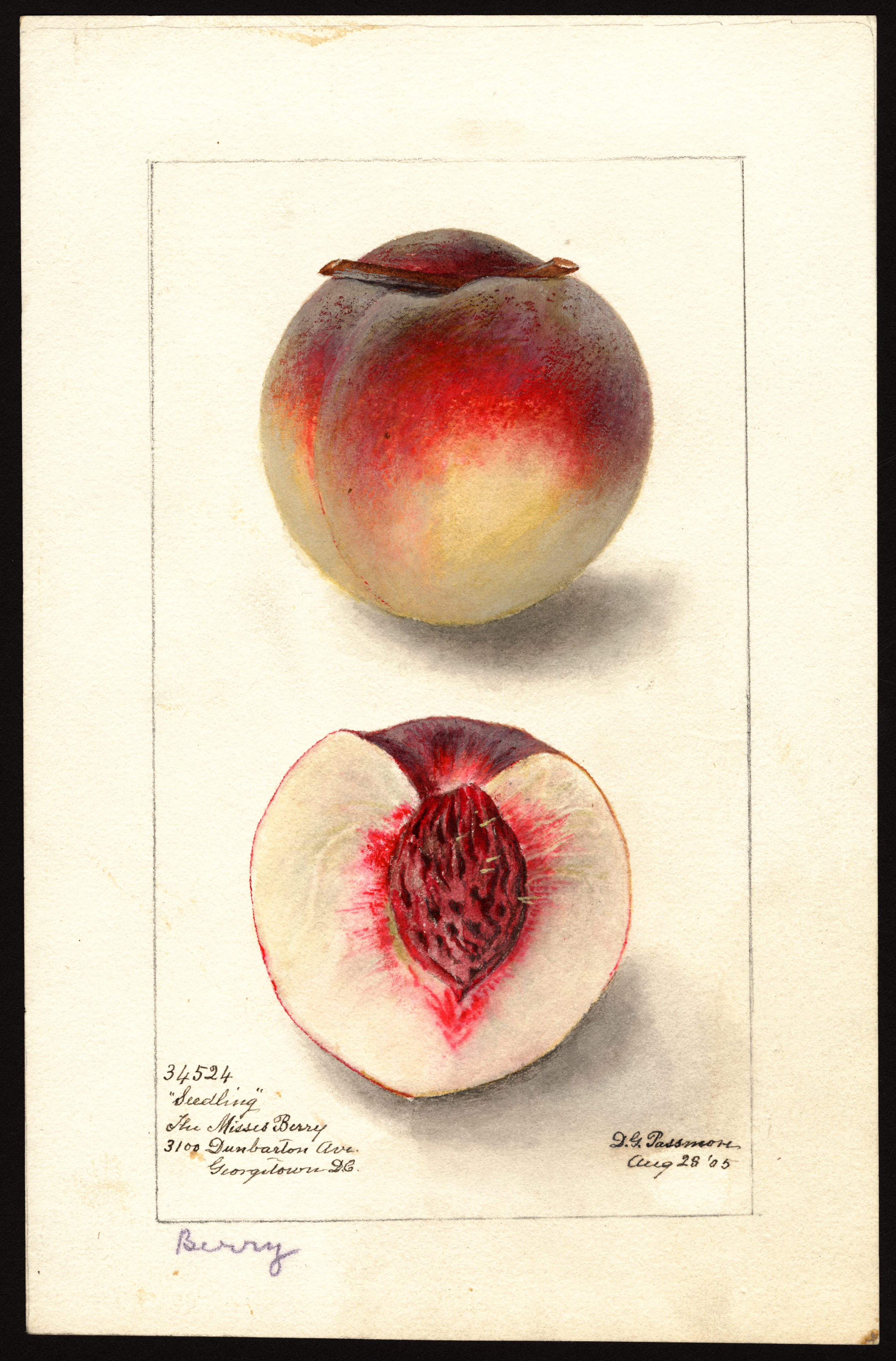
Акварель Дебори Гріском Пасмор. Персик (Prúnus pérsica), 1905 рік.

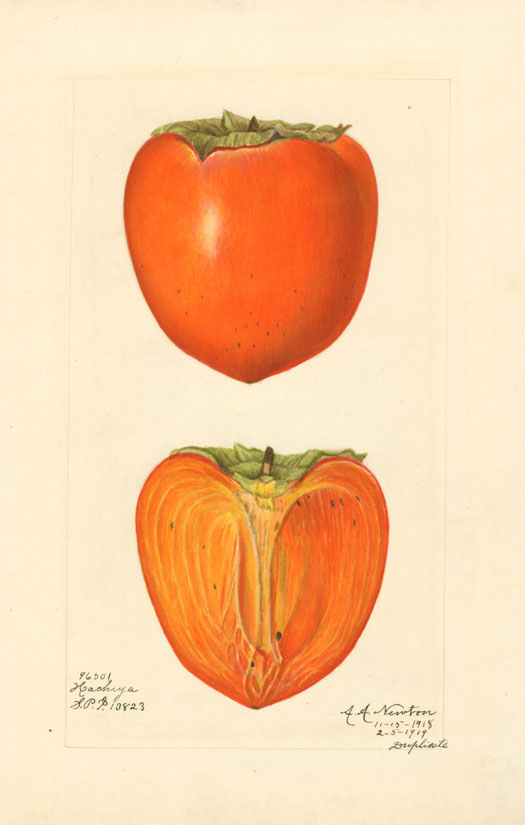
Акварель Аманди Ньютон японської хурми (сорт Hachiya), 1915 рік.

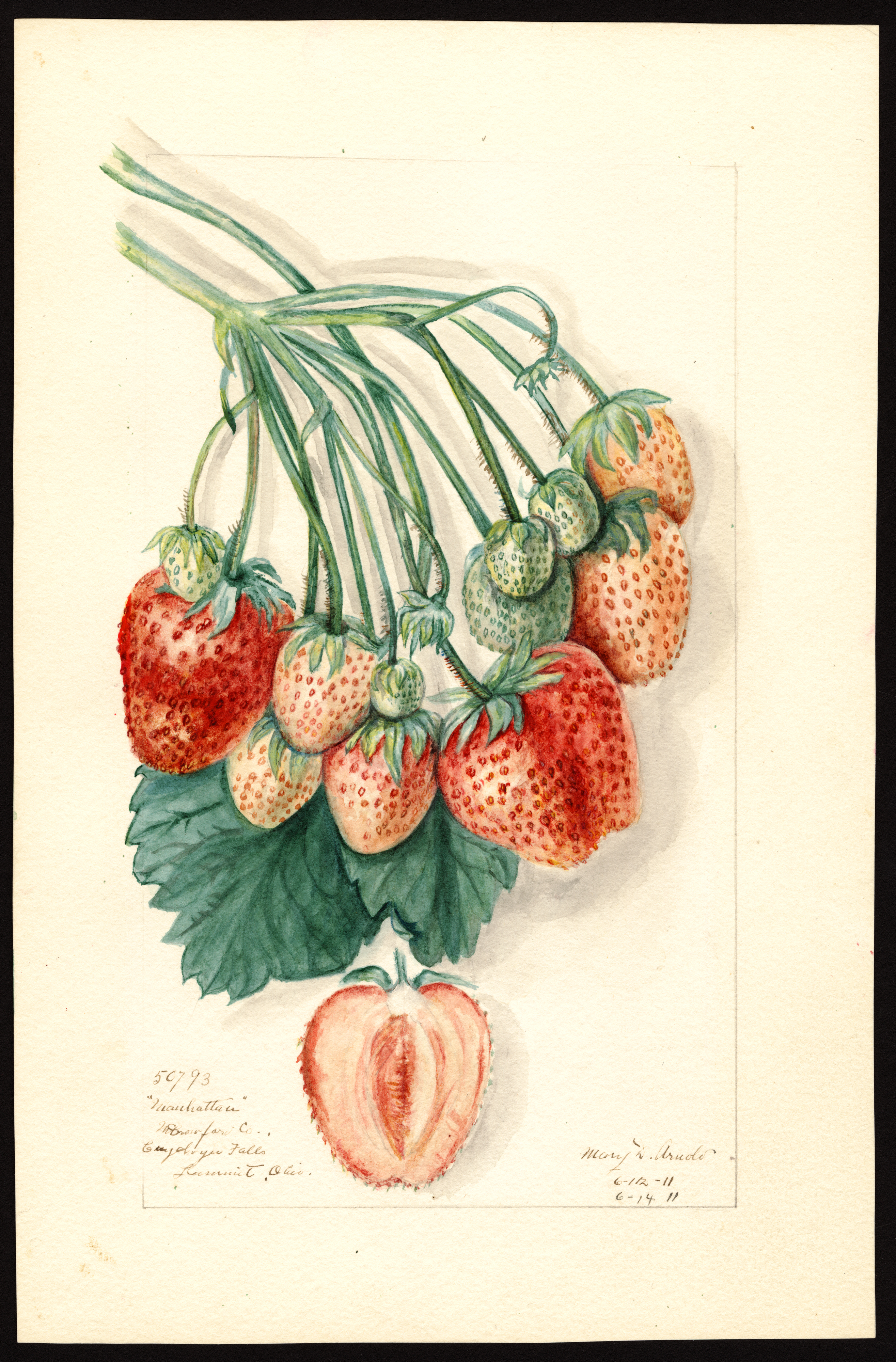
Акварель Мері Дейзі Арнольд сорту полуниці «Manhattan» (вид Fragaria), 1911 рік.

Помологічна акварельна колекція Міністерства сільського господарства США — архів ботанічних малюнків з помології. Колекція складається з 7500 акварелей, виконаних у період з 1886 по 1942 рік, приблизно п'ятьма десятками художників.
Ця унікальна збірка, що знаходиться у Національній сільськогосподарській бібліотеці США, документує існуючі сорти плодів та ягід, нові інтродукції та зразки, виявлені дослідниками рослин Міністерства сільського господарства, що представляє 38 родин рослин у цілому. Колекцію вважають «одним із найнезвичайніших у світі фондів американських ботанічних ілюстрацій кінця 19 — початку 20 століття».
Архів охоплює період, коли американське сільське господарство значно розширило асортимент фруктів та овочів, що вирощували в комерційних цілях, і створило багато нових сортів. Ілюстратори Міністерства створили акварелі, намагаючись каталогізувати ці сорти, тому що багато з них мали різні назви в різних регіонах США та показати шкоду, спричинену типовими хворобами та шкідниками певних фруктів. У цей період деякі малюнки видавались як літографічні ілюстрації в бюлетенях та щорічниках Міністерства сільського господарства, але багато з них взагалі ніколи не публікувались. 

## Історія колекції
Період між 1886 і 1916 роками — коли більшість цих акварелей були створені — був часом, коли основні регіони виробництва плодів у США тільки починали зароджуватися, коли фермери співпрацювали з Міністерством сільського господарства задля створення садів з метою розширення ринків збуту. Фотографія ще не мала широкого поширення як документальний носій, тому уряд покладався на художників-ілюстраторів, для виготовлення технічно точних креслень сортів для своїх публікацій.
У колекції представлено близько 65 різних художників, з яких третина — жінки; робота урядовим ілюстратором була однією з небагатьох посад, відкритих для жінок у той час, коли вони тільки починали офіційно навчатися у школах мистецтв. Усі, крім деяких, 7584 ілюстрації колекції були створені лише дев'ятьма художниками, з яких шість жінок.
Першими трьома жінками — ілюстраторами були Дебора Гріском Пасмор (Deborah Griscom Passmore), Аманда Ньютон (Amanda Newton)  та Мері Дейзі Арнольд (Mary Daisy Arnold), кожна з яких створила понад 1000 акварелей, що дорівнює майже 50% колекції. Малюнки Дебори Пасмор, зокрема, називали найкращими, що були зроблені першими ілюстраторами Міністерства, та національним скарбом.
Серед інших найбільш плідних художників були Royal Charles Steadman (понад 850 акварелей), James Marion Shull (який згодом став відомим селекціонером рослин; понад 750 акварелей), Ellen Isham Schutt (понад 700), Bertha Heiges (понад 600), Elsie Lower Pomeroy (понад 250), William Henry Prestele (понад 100) та відомий міколог Louis Charles Christopher Krieger.
Більше половини малюнків колекції демонструють сорти яблук, багато з яких більше не культивуються. Решта варіюється від звичайних видів фруктів та горіхів (виноград, ягоди, кісточкові фрукти, дині, цитрусові, волоські горіхи, горіхи гікорі) до менш відомих місцевих фруктів (ірга) та видів, нещодавно акліматизованих у США, або тих, що не вирощували: черімоя, авокадо, ягідну сливу, цукрове яблуко тощо.
Зображені зразки було зібрано по всій території США, а також майже у 30 інших країнах. Типова акварельна ілюстрація зображує цілі плоди (іноді з листям) разом із напіввидом, що показує його м’якоть та насіння; деякі показують плід у хворому стані.

## Галерея
|                                                                                  |
| Ілюстрація Elsie Lower Pomeroy хворий лимон сорту «Lisbon» (Citrus limon), 1910. |

| |
| Ілюстрація Louis Charles Christopher Krieger черешня сорту «Marasca Moscata» (Prunus avium), 1933. |

| |
| Ілюстрація Ellen Isham Schutt карія іллінойська (карія пекан), (Carya illinoinensis), прибл. 1904–14 рік |

|                                                            |
| Ілюстрація Royal Charles Steadman агрус сорту «Fay», 1916. |

|                                                                      |
| Ілюстрація William Henry Prestele дика черешня (Prunus avium), 1892. |

|                                                           |
| Ілюстрація J. Marion Shull ананас (Ananas comosus), 1919. |